# Rejon janaulski
Rejon janaulski (ros. Янаульский район) - jeden z 54 rejonów w Baszkirii. Stolicą regionu jest Janaul.
100% populacji stanowi ludność wiejska, ponieważ w regionie nie ma żadnego miasta.